# Алексеев, Борис Александрович
Борис Александрович Алексеев (1881 — после 1940) — советский военно-морской деятель, инженерный работник и преподаватель кафедры кораблевождения Высшего военно-морского училища им. М. В. Фрунзе, инженер-флагман 3-го ранга (1940).

## Биография
Родился в семье корабельного инженера Александра Платоновича Алексеева (умер в 1919), православный. Образование: Морской кадетский корпус (1902), минный офицерский класс (1905), гидрографическое отделение Николаевской морской академии по 1-му разряду (1913). На службе с 1899 года.
6 мая 1902 произведён в мичманы с назначением в Черноморский флот и зачислением в 34-й флотский экипаж. 2 августа 1904 предназначен к поступлению в минный офицерский класс и 25 октября 1904 назначен туда слушателем, окончил 26 апреля 1905 с квалификацией минного офицера 2-го разряда. 2 апреля 1906 произведён в лейтенанты. В 1906 старший минный офицер транспорта «Дунай». Минный офицер 1-го разряда c 16 октября 1906. 1 октября 1910 зачислен штатным слушателем на гидрографическое отделение Николаевской морской академии. 3 мая 1913 окончил курс наук и 5 мая 1913 отчислен из академии ввиду успешного окончания курса. 13 мая 1913 назначен исполняющим должность штатного преподавателя Морского корпуса. 6 декабря 1913 произведён в старшие лейтенанты. 10 апреля 1916 произведён в капитаны 2-го ранга. 12 мая 1916 утверждён в должности штатного преподавателя Морского корпуса. После 1918 продолжил службу в РККФ. С 1 ноября 1918 штатный преподаватель Высшего военно-морского училища им. М. В. Фрунзе. 10 июня 1939 года награжден орденом «Знак Почёта». 26 апреля 1940 получает звание инженер-флагмана 3-го ранга. 8 июня 1940 года присвоено звание инженер-капитана 1-го ранга.
Женат, жена Феодосия Ивановна (урождённая Черепанова), один ребёнок.

## Награды

### Российская империя
- Орден Святого Станислава 3-й степени (6 декабря 1906);
- Орден Святой Анны 3-й степени (30 июля 1915);
- Орден Святого Станислава 2-й степени (30 июля 1916).

### СССР
- Медаль «XX лет Рабоче-Крестьянской Красной Армии» (1938).
- Орден «Знак Почёта» (1939).